# Carlos Ghosn

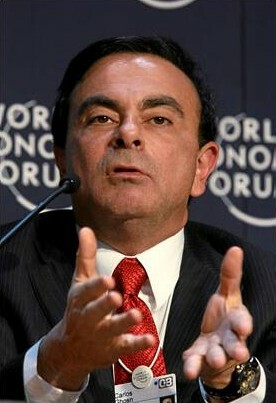
Carlos Ghosn 2008-ban

Carlos Ghosn (Porto Velho, 1954. március 9. –) libanoni–brazil–francia üzletember. 2018 novemberéig a francia központú Renault, a japán központú Nissan és a szintén japán Mitsubishi Motors vezetője, 2013 júniusa és 2016 júniusa között az orosz AvtoVAZ autógyár elnöke volt. 
2018 novemberében Ghosnt Japánban letartóztatták.
2019. december 30-án megszökött a háziőrizetből.

## Életpályája
Carlos Ghosn 1999-ben lett a Nissan cég igazgatója, 2000-ben elnöke, majd 2001-ben vezérigazgatója. Neki tulajdonítják, hogy a Nissan kikerült az addig pénzügyi válságból. Ghosn különösen keményen tárgyalt az acélipari beszállítókkal. 
Ghosn 2005-től a Renault cég vezérigazgatója is volt. Miután üzemanyag-fogyasztási botrányba keveredett, 2016-ban a japán Mitsubishi Motors is pénzügyi nehézségek közé került. Ekkor Ghosn lett a Mitsubishi Motors cég vezérigazgatója is, és kibővítette az általa létrehozott, addigi Nissan–Renault gyártási együttműködést a Nissan–Renault–Mitsubishi hármas együttműködéssé. Ez a hármas 2018 első felében a világ legnagyobb autógyárává vált, ugyanis 5,54 millió autót értékesítettek, 5 százalékkal többet, mint 2017 első felében. Ezzel átvették az első helyet a Volkswagen-csoporttól.
Miután Ghosnt 2018. november 19-én Japánban letartóztatták, menesztették előbb a Nissan Motor, majd a Mitsubishi Motors éléről is. A Renault cég egy ideig még kitartott mellette, de 2019. január 24-én leváltották a vezérigazgatói és az elnöki posztról (nyugdíjazták). Ghosn feladatait a Renault-nál átmenetileg a cég második embere vette át.
2019 tavaszán Carlos Ghosnt Japánban óvadék mellett kiengedték és házi őrizetbe helyezték. 2019. december 30-án megszökött a háziőrizetből. A hónap végén bejelentette, hogy Libanonban tartózkodik, és nem kíván ugyan elrejtőzni az igazságszolgáltatás elől, de bíráló megjegyzéseket tett a japán igazságügyi rendszerre.
Libanon és Japán között nincs kiadatási egyezmény, és Libanont az Interpol sem kötelezheti Ghosn kiadatására.